# باله‌پ با ان‌دومبوک
باله‌پ با ان‌دومبوک (انگلیسی: Balep Ba Ndoumbouk؛ زادهٔ ۲۴ اکتبر ۱۹۸۷ در) بازیکن فوتبال در پست هافبک کامرونی‌تبار اهل ارمنستان است.

## باشگاهی
از باشگاه‌هایی که در آن بازی کرده‌است می‌توان به باشگاه فوتبال پیونیک اشاره کرد.

## تیم ملی
وی همچنین در تیم ملی فوتبال ارمنستان بازی کرده‌است. ان‌دومبوک نخستین بازی ملی خود را که چهارچوب تورنمنت بین‌المللی قبرس در تاریخ ۱۸ فوریه ۲۰۰۴ در پافوس در مقابل مجارستان انجام داده‌است.